# 戈勒维尔
戈勒维尔（法語：Golleville，法語發音：[ɡɔlvil]）是法国芒什省的一个市镇，属于瑟堡区。

## 地理
戈勒维尔（49°26'11"N, 1°30'58"W）面积6.46 平方千米，位于法国诺曼底大区芒什省，该省份为法国西北部沿海省份，西、北、东北三面环大西洋，东起顺时针与卡爾瓦多斯省、奧恩省、马耶讷省和伊勒-维莱讷省接壤。
与戈勒维尔接壤的市镇（或旧市镇、城区）包括：科隆比、比尼维尔、马涅维尔、内乌、圣科隆布。

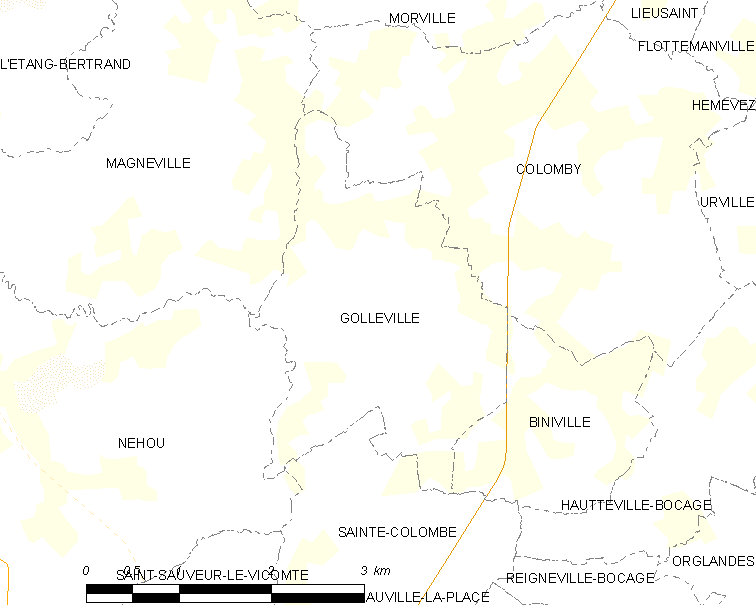
戈勒维尔的OSM定位图

戈勒维尔的时区为UTC+01:00、UTC+02:00（夏令时）。

## 行政
戈勒维尔的邮政编码为50390，INSEE市镇编码为50207。

## 政治
戈勒维尔所属的省级选区为科唐坦地区布里克贝克县。

## 人口

1962-2008年间戈勒维尔人口变化图示

戈勒维尔于2022年1月1日时的人口数量为165人。